# 35歳の高校生
『35歳の高校生』（35さいのこうこうせい）は、2013年4月13日から6月22日まで日本テレビ系「土曜ドラマ」枠で放送されたテレビドラマ。主演は米倉涼子。

## 概要
米倉が35歳にして一般の全日制公立高校である国木田高等学校に通う主人公の馬場亜矢子を演じた、いじめや不登校、スクールカーストなどクラスが抱える様々な問題を解決していく社会派学園ストーリー。また、悩みを抱えた中心人物は毎回異なり、一話完結型で主人公が彼らを救う展開となる。なお、米倉にとっては日本テレビの連続ドラマ初主演作品となった。また、2020年に亡くなった渡哲也の最後の連続ドラマ出演作でもある。

## 放送
初回は21時20分 - 22時14分に放送されたが、直前番組の『世界一受けたい授業 春の人気先生総選挙SP』（19時 - 21時20分 / この番組にも米倉は出演していた）からの接続はステブレレスとなり、本来の直前番組であるミニ番組（関東では『ワーズハウスへようこそ』）は22時14分へ繰り下げとなった。また、近年の土曜ドラマ枠では珍しく初回の拡大放送がなく、第3話が15分拡大放送となり、同枠では初めて初回、最終回以外で拡大放送が行われた。最終話は21時 - 22時54分の2時間スペシャル。
2020年2月1日には日テレプラス、2022年3月5日にはファミリー劇場でそれぞれ全話一挙放送が実施された。

## あらすじ
全日制の川浜市立国木田高校。新学期の始業式のある日、一台の高級車が学校にやってきて、中から現れたのは派手に着飾った女性であった。始業式中の体育館を訪れて場内が騒然とする中、女は「編入生ですけど、何か?」と一蹴する。その名は馬場亜矢子。亜矢子はかつて、様々な事情が原因で高校を中退した35歳の女性で、高校生活をやり直したいという理由から国木田高等学校に編入学してきた。
しかし、孤高を貫く亜矢子の前に現代の学校に渦巻く「闇」として、いじめ、不登校、スクールカーストなど、現代の高校が直面する問題を多く抱える編入先の3年A組との対立が待ち構えていた。亜矢子は苦悩しながらも3年A組の生徒や教師と向き合い、独自に問題を解決していき、実りある学園生活を実感すると同時に、人間的な成長を遂げていく。

## キャスト

### 主人公
馬場亜矢子（ばば あやこ）〈35〉
演 - 米倉涼子（少女期：松岡茉優）
1978年3月18日生まれ。神奈川県茅ヶ崎市出身。いじめに始まる諸般の事情から高校を中退しており、その後は自身の恩師である阿佐田の紹介で美容師見習いや警備員、調理師として働いたがいずれも退職。母・依子の死後、彼女がノートに記した自身の理想の高校生活を読み、彼女の供養として彼女が記した自身の理想の高校生活を現実にするために阿佐田の特命で35歳で国木田高校に編入学し、3年A組の生徒となる。過去には依子が自身の目の前で飛び降り自殺を図っており、自殺の場面に遭遇すると恐怖で震える。また、キャバクラの体験入店初日で店のNo.1の売り上げを記録する実力を持つ他、格闘技の経験がある。他の女子生徒と同様にブレザーとミニスカートの制服を着ている。シボレー・コルベットを運転して登校し、休み時間には喫煙、放課後には飲酒するなど日本の法で認められた成年としての振る舞いをする。口癖は「はぁ～」、「ていうか」、「今の高校生（または教師）は大変ね」、「（何それ?）意味不明」。数学や社会科は得意だが、国語は苦手。また、バッタは見ると悲鳴を上げるほど苦手。
入学後、担任の小泉から目標はあるかと問われたときに「友達を100人作ること」だと明言する。クラスの学級委員を決める際に誰も立候補しなかったことから、自ら立候補して3年A組の学級委員に就任する。学校裏サイトによるクラス内のスクールカーストでは対象外にされていたが、ある日を境に三軍にエントリーされ、後に二軍へと移動。同級生からは「オバサン」、「馬場さん」、「（クソ）ババア」、「馬場ちゃん」などと呼ばれている。この他にも、学級委員に決まった際には愛に皮肉を込めて「お馬場様」と呼ばれている。友人となった生徒たちからは問題を解決してくれるスーパーマンのように頼りにされている。学生時代は陸上部所属で、これを生かして怪我をした萌の代わりに、駅伝の県予選の代理候補にもなったが、年齢制限に引っかかり、顧問の指導でマネージャーに降格した。
後にクニキダ魔女裁判で正光の追及を受け、これまで明かさなかった自身の過去や35歳で高校生をやり直している理由を話す。阿久津が3年A組のクラスメイトの前で一連の事件の真相を明かした後、ナイフを手に正光に襲い掛かったときに正光を庇い刺されて入院する。退学願を残して退院後はとある島に渡り、知り合った女子高生（演：鈴木かすみ）の父親の紹介で食堂で働き、3年A組のクラスメイトに宛てた手紙を正光に送った。川浜市の高校でのクラス制度廃止や3年A組の生徒たちが卒業式に亜矢子を呼び戻そうとしていることを知り、少年院を出院した阿久津が亜矢子の居場所を見つけたことをきっかけに、一緒に卒業式に出席する。出席日数が足りず卒業式当日には卒業できなかったが、春休みに補習を受けた後に阿久津と卒業した。

### 川浜市立 国木田高等学校
亜矢子が再入学することになった公立高校。劇中にて小泉や蜷川が「大したことはない」と話しているように、学業レベルはそれほど高くはない模様。スクールカースト制度を黙認しており、1軍の生徒たちのご機嫌取りをしないとクラスは円滑にまとまらない傾向にあると考えている。

#### 教職員
小泉純一（こいずみ じゅんいち）〈23〉
演 - 溝端淳平
国語科。3年A組担任。学校裏サイト内の教師ランクでは最下位に位置している。
以前は有名進学校である開泉高校に勤務していたが、教え子の女子生徒（演：曽田茉莉江）から告白され、自身がそれを断ったことが原因で女子生徒が飛び降り自殺を図る。自身の行いを謝罪し、女子生徒を引き止めて抱き留めるも、それは教え子たちが自身を罠にはめるために作り上げた自作自演であり、後にこの一件が職員の間にも知れ渡って国木田高校への異動処分が下された。この異動に関して不満を持っており、開泉高校を見返すために同校に戻りたいと思っている。亜矢子より一回りも年下のため、話し方など扱いに困っており、敬語を使いそうになると自分の頬をビンタして訂正する。喫煙者であるが、亜矢子以外の人前では一切喫煙しない。暗所恐怖症であり、カナヅチで泳げないが、生徒の危機には自ら立ち向かう姿勢も持つ。
前述した生徒たちにはめられた過去の経験がトラウマとなっている。阿久津により裏サイトの掲示板に衛藤と性行為をしている合成写真などを流され、それにより阿久津の企みにのった衛藤の狂言自殺も自作自演だと疑い、自暴自棄になって衛藤や結城たちに暴言を吐き、野田と黛から解雇処分および再教育センター送りを言い渡される。自ら教師を辞めようとするが、ストーカーに遭ったことが真実だと分かると衛藤を助けに向かい、3年A組の生徒から解雇処分撤回の嘆願書が提出され、翌日に辞職は撤回された。
長峰あかり（ながみね あかり）〈30〉
演 - 片瀬那奈
スクールカウンセラー。カウンセラーとしての知識は豊富だが、くだけた性格で周囲からの信頼は薄い。学校裏サイト内の教師ランクでは上位に位置している。小泉にとっては学校の悩みを気軽に相談できる心のオアシスのような存在。亜矢子の行動を解析するなど、亜矢子に高い関心を寄せている。相談室で陶器製のコップを愛用しているが、放送話ごとに書かれている言葉が異なる。
国木田高校の教職員には秘密にしていたが、教育委員会からの依頼で学校内で起きている問題やスクールカーストについて、阿佐田に報告していた。
蜷川真樹夫（にながわ まきお）〈51〉
演 - 升毅
生活指導担当。感情が高ぶるとオネェ系な話し方になる。小泉の心境を見抜きからかっているため、彼からは苦手意識を持たれている。猿渡に大量の雑務を押し付けていじめていた1人でもあり、猿渡が雑務を処理できなかった時には周りの教師と共に嫌みを言い、三枝に訴えを受けて授業中にふざけていた1軍生徒の注意をした猿渡に対し「腐った教師が1人いると、みんなが腐る」と吐き捨てている。
北島龍一郎（きたじま りゅういちろう）〈25〉
演 - 相葉裕樹
数学科。女子駅伝部顧問。第4話で他の教師と共に猿渡をいじめていたが、生徒たちに対する愛情は本物である。父親が倒れ、実家の旅館を継がなければならず近々教師を辞めるつもりだった。女子駅伝部を守るため、萌がやったと主張していた美月が起こした部活動内での暴力事件は自分がしたことだと偽り、体罰教師として問題になった結果、懲戒免職処分になる。その後阿久津の教育委員会への告発で駅伝部が廃部となり、その後美月が自白したことで真犯人が美月と知る。駅伝部が廃部になるきっかけを作っておきながら駅伝部を侮辱する発言をした美月に激怒してひっぱたこうとするが、亜矢子が自分の代わりに美月をひっぱたいたことで体罰教師になることは免れた。その後美月の自白で容疑が晴れ、駅伝部の廃部も撤回され再び教師と女子駅伝部の顧問を務めている。
猿渡崇（さるわたり たかし）〈38〉
演 - 東根作寿英
地理歴史、公民科。学校裏サイト内の教師ランクでは最下位のひとつ前に位置している。
以前は生徒からも慕われる熱意のある教師で、特に三枝には恩師として慕われていた。しかし、同僚の教師たちから毎日のように大量の雑務を押し付けられ、それができなければ周りの教師から嫌みを言われるといったいじめを受けていた。押し付けられた雑務に追われる日々を送り続けた結果、授業の準備や生徒と向き合う時間が確保できなくなり、猿渡の授業は学級崩壊状態となってしまい、授業中に生徒が話も聞かず騒いでも、注意することもなくそのまま授業を続けるようになる。
三枝が「前みたいな楽しい授業を受けたい」と自分に訴えた時は、その思いに応えるべく1軍生徒に対して注意をするが、逆にそのことで職員室で叱責される。
上記の日の帰りのバスの中で阿久津の企みにのった他校の女子高生（演：梶原ひかり / 伊藤梨沙子 / 村上四季）に痴漢の冤罪を着せられ、翌日に生徒にばれたことがきっかけで周りの教師や生徒に責められ、教師を続ける自信を無くし、3年A組の教室のベランダから飛び降り自殺を図る。その後の記者会見で、猿渡が女子高生の証言どおりに痴漢行為を行うことが不可能だったことと、自殺未遂事件は学校および教師側に問題がある事実を亜矢子が告発し、猿渡は教師からいじめを受けていても、生徒から迫害を受けても、生徒を愛する教師としての心は忘れていなかったことが明かされた。それ以降、教師としての自信を取り戻し、再び教壇に立つことを決めた。最終話では職場復帰して亜矢子と阿久津の補習を担当しており、その際は三枝たちが1年生のころのような熱意のある教師に戻っていた。
樋口浩一（ひぐち こういち）〈28〉
演 - 生島翔
英語科。猿渡に大量の雑務を押し付けていじめていた1人で、彼が押し付けた雑務を処理できなかった時には嫌みを言っていた。猿渡が1軍生徒を注意した際には伊勢谷と共に「余計なことしてこっちの授業まで崩壊したらどうするんだ」と文句を言っている。事件後は反省した模様。
伊勢谷亘（いせや わたる）〈38〉
演 - 隈部洋平
理科。猿渡に大量の雑務を押し付けていじめていた1人で、彼が押し付けた雑務を処理できなかった時には嫌みを言っていた。猿渡が1軍生徒を注意した際には樋口と同じように文句を言っていた。樋口同様事件後は反省した模様である。
黛有紀（まゆずみ ゆき）〈42〉
演 - 横山めぐみ
副校長。ヒステリックな性格で利己主義。猿渡をいじめていた主犯格でもあり、彼が押し付けた雑務を処理できなかったり、「この量を1人でやることはできない」と訴えると彼をいじめていた教師の中でも特に嫌みを言っていた。記者会見でも自分たちの保身を最優先し、猿渡の自殺騒ぎは痴漢冤罪や生徒の学級崩壊が原因だと強調する。猿渡の事件後はいじめを反省したのか、少々性格が丸くなる。女子駅伝部の暴力事件では北島を一方的に懲戒免職処分とし、北島が守ろうとした駅伝部をも一時は廃部にしたが、事実が分かってからは廃部を取り消した。
野田芳男（のだ よしお）〈55〉
演 - 榎木孝明
校長。教育長の阿佐田には頭が上がらない。小泉には度々、前任校への復帰を示唆している。なにかと芸術作品を造るが、作品の評判は悪い。1軍生徒の詐欺行為を通報した亜矢子を叱ったりしているが、一度は懲戒免職処分になった北島や解雇処分となった小泉が生徒を守っていたことを知った際にはそれらを取り消した。

#### 3年A組の生徒
前年度の2年A組からの繰り上がり。クラスにはスクールカーストが存在し、学校裏サイト内で生徒が「1軍」から「3軍」までに分けて位置づけられている。表向きは1軍生徒の作る「空気」によって移動しているとされているが、実際は裏サイトを運営している阿久津の采配により移動が発生している。第9話終了時点でスクールカーストの制度は事実上崩壊し、第10話時点では生徒たちの位置づけもなくなった。
ここでは便宜上、スクールカーストについての説明を中心テーマとした第3話時点の位置づけと順位により生徒を分類し、その後の移動は各人物の説明に記入するのでそれらを参照されたい。

##### 1軍
権力を保持している男女の強者グループ。女子はいじめの対象を作り、立場が弱い女子グループに対象の生徒と関わらないよう無言の圧力をかけ、男子は弱い男子生徒に偽のアイドルの握手会チケットを購入するよう強要するなどの悪行を行うが、それらの大半はそれぞれのリーダー格である美月と正光の言いなりになった結果によるものだった。
工藤美月（くどう みつき）〈17〉
演 - 新川優愛
1軍女子グループのリーダー格。スクールカーストの順位は3位。3軍に転落後の順位は不明。
女子駅伝部のエースでもあるが、部活動への思い入れは一切なく、大学へのスポーツ推薦のために部活動をしていたに過ぎなかった。全国大会出場がかかった予選会で、自身は第1走者として区間記録を出す活躍を記録したものの、怪我をした萌の代わりに出場した衛藤がリタイアしたことで、大学へのスポーツ推薦が断たれたことに激昂し、衛藤に暴力を振るったうえ、ロッカーの下敷きにして入院させるほどの怪我を負わせる。予選会後に駅伝部を退部し、萌や北島の計らいでしばらく衛藤への暴力行為はばれずにいたが、事態が大きくなったことで事の真相を自白する。真相を明かしたことで1週間の停学処分を受けるも、復学後も反省の色は見せず、他の1軍女子グループからは距離を置かれるようになった。
他の1軍女子グループには見栄を張って父親がIT企業の社長職に就いていることから高級マンションに住んでいると嘘をついていたが、実際には貧乏な家庭で古びた民家に住んでおり、下校途中に自身を偶然見かけた優奈に自宅に入るところを目撃され、梨花子と萌にも事実を知られて怒りを買うことになり、1軍を追放される。一気に3軍に転落したことで転校を考え、半年間交際し肉体関係を持ったことのある理が優奈と浮気したことを根に持ち、自作自演で優奈に盗撮されていると訴えた。盗撮事件に関して、ティーンコートの裁判で話し合うことになったが、審議途中で自作自演であることが判明し、浮気を追求した際に理から暴力を振るわれたことに対して新たに訴訟を起こす。理への訴訟で亜矢子に自身が「人気者ではあるが親友はおらず、自身の問題を相談できる相手がいないのもあって、絆を求めていた」ことを指摘された上で、亜矢子の話に共感し、我慢せず自分の弱みを出してもいいと言われた言葉を素直に受け入れる。
ティーンコート以降は3軍の立場ではあるものの、亜矢子の言動に笑みを浮かべる様子も見せるようになるなど、性格に改善の兆しが見られるようになる。サバイバルキャンプでは亜矢子が1人目の追放者とされた際には驚く様子を見せるも、亜矢子と正光による敗者復活戦では里奈、愛、大竹、三枝と共に亜矢子のサポーターとして戦い、敗者復活戦終盤で1軍女子が正光から亜矢子のサポーターに寝返ったのをきっかけに再び優奈たちと打ち解けている。卒業式を間近に控えたころには、退学届を残し行方不明となった亜矢子を卒業式に呼び戻すことを提案し、それが意気消沈していたクラスを勇気付け、クラス一丸となって亜矢子を探し出す活動を行うきっかけとなった。卒業後は梨花子、優奈、萌と共に亜矢子とのプリクラを撮影しに出かけている。
羽鳥梨花子（はとり りかこ）〈18〉
演 - 宮﨑香蓮
美月の取り巻きの1人。スクールカーストの順位は5位で、4話のみ6位。
1軍ではあるが、同じ1軍の仲間とも上辺だけの付き合いをしており、本音で話せる間柄ではない。前年度の合唱コンクールではピアノを伴奏し、クラスメイトが称賛する腕前を発揮した。
国木田祭のクラスリーダーに立候補し、クラスの出し物をお化け屋敷に決めるも準備中に2軍女子たちの陰口や亜矢子に正論を言われたことに激昂し、ブレザーをカッターナイフで破いて学校を飛び出す。その後、国木田祭のクラスの準備予算である5万円を以前から欲しかった洋服代に使い、街で声をかけられたホストのケンジにはまり、ケンジに貢ぐために学校をサボってキャバクラでアルバイトを始める。当初は店の売り上げNo.1を記録するも、後に体験入店した亜矢子にその座を奪われ、学校に来ることを条件に亜矢子からケンジに貢ぐためのお金を借りるが、約束を反故にする。結果的には信じていたケンジに裏切られて拉致され、暴行されかけるも亜矢子と小泉に助けられる。自身が記したクラスメイトのお化け屋敷での配役のメモを見た亜矢子に「クラスのことを誰よりも分かってる羽鳥さんが必要」と言われ、学校に戻ることを決意。文化祭のリーダーとしてクラスを牽引し、お化け屋敷を成功させた。
女子駅伝部の廃部騒動以降、傲慢な態度をとり続ける美月と距離を置くようになる。ティーンコートの裁判では萌と共に優奈の弁護人となり、美月を追い詰めるが、全てのことが終わった後に「私たちってなんだったんだろう」と呟く。
サバイバルキャンプの敗者復活戦では、当初は長い付き合いである正光のサポーターについていたが、敗者復活戦終盤で見せた亜矢子の涙に影響され、亜矢子に寝返った。
国分萌（こくぶ もえ）〈17〉
演 - 小島藤子
美月の取り巻きの1人。スクールカーストの順位は6位で、4話のみ5位。
女子駅伝部部長で美月と共に駅伝部のエースとして期待されていたが、全国大会出場をかけた予選を前に、美月とお揃いで作ったチャームを拾おうとして亜矢子を突き飛ばした際に足を挫き、全治2週間の怪我を負い大会を欠場。結果として全国大会出場はならず、同じ駅伝部の衛藤に怪我を負わせた美月の事実を隠蔽するために自分がやったと主張する。美月と違い、部活に対する思いは人一倍強く、美月が衛藤に暴力を振るったことを隠蔽したのも美月のためではなく、駅伝部を守るために行ったことだった。怪我が完治してからは駅伝部に復帰して部活動を続けている。梨花子、優奈と同じ理由で美月と距離を置くようになる。
ティーンコートでは梨花子と共に優奈の弁護人になり、美月が3軍に落ちた経緯を暴露する。
サバイバルキャンプの敗者復活戦では梨花子、優奈と同じ理由で正光のサポーターについていたが、後に亜矢子に寝返った。
泉優奈（いずみ ゆうな）〈17〉
演 - 北山詩織
美月の取り巻きの1人。スクールカーストの順位は7位。
梨花子、萌と同じ理由で美月と距離を置くようになる。理とキスをしているところを美月に見られたことでティーンコートで美月に告訴され、更衣室で見つかったカメラに自宅で飼っているチンチラが映っていたことから疑いをかけられるも、亜矢子が美月の発言への矛盾を指摘したことで難を逃れた。ティーンコート後は理に愛想を尽かしている。
サバイバルキャンプの敗者復活戦では梨花子、萌と同じ理由で正光のサポーターについていたが、敗者復活戦終盤で梨花子たちと共に亜矢子に寝返った。
土屋正光（つちや まさみつ）〈18〉
演 - 菅田将暉
1軍男子グループのリーダー格で、スクールカーストの順位は1位。
3年A組の支配者でクラスきっての問題児でもあり、理には「極悪人」と評されている。強引で横暴な性格をしており、怒るとクラスメイトや机に蹴りを入れるなどの日常的な暴力を振るうが、臆病な一面も併せ持つ。ヒーローのように難題を解決する亜矢子のことが気に入らず、彼女に対して敵愾心をむき出しにしている。
衛藤が小泉を辞職に追いやった件で1軍以外の生徒が勝手にクラスを動かしていることに気づき、蓮と理と共に体育倉庫で小泉を探しに行った亜矢子とストーカーに拉致された衛藤を除く3年A組全員に問い詰めるが、亜矢子に送信された里奈からのメールで駆けつけた小泉に制止され、真犯人を見つけるには至らなかった。
サバイバルキャンプでは、2軍と3軍の生徒を脅して亜矢子を追放させるように仕向け、彼女を1人目の脱落者に追いやったものの、2人目の脱落者を決める際には2軍と3軍の結託により自分が追放された。敗者復活戦で亜矢子と対峙し、最初は有利に立っていたが、自身の傲慢な態度から味方についた1軍生徒の裏切りと反逆、1軍男子生徒と対立した2軍男子生徒の離脱を招き敗れた。この事件以降はクラスから孤立するようになる。
サバイバルキャンプ後、阿久津から送られてきた謎の封書に従い、キャンプでの復讐も兼ねて亜矢子の過去を暴くべく「クニキダ魔女裁判」を行い亜矢子を追い詰めるが、亜矢子が彼女以外の人物をかばっていることを見抜いており、その人物が阿久津であることにも勘づいていた。直後、名乗り出た阿久津の怒りを買い、ナイフで殺されかけるも、亜矢子が自身をかばったことで事なきを得た。この事件で警察に補導されたこともあって、しばらくはクラスに戻れずにいたが、亜矢子が自分宛てに手紙を送ってくれたこともあって、自然とクラスに戻ることができた。職員室を3年A組で占領した際に、「今のクラスになって最初のころ（2年生の最初）は皆と仲良くなりたい」という純粋な気持ちを持っていたが、いつしか皆に馬鹿にされるくらいなら、皆より上（の立場）に立ってやる」という経緯で傲慢な態度を取るようになっていたことを明かし、蓮と共にクラスメイトに謝罪した。その後は元3軍のクラスメイトたちとも普通に会話する場面もみられるようになった。卒業式では式典中に阿久津が扉の前にいることに気づき、式典後に声をかけて教室に連れていく。
湯川理（ゆかわ おさむ）〈17〉
演 - 野村周平
正光の取り巻きの1人。スクールカーストの順位は2位。
軽い性格でクラスの空気を盛り上げるムードメーカーとしての役割をこなしているが、他者からの報復を恐れない正光とは対照的に、人に裏切られることを気にしていつも正光の影に隠れている。兄はモデルとして活動している。過去に美月と付き合っていたが、後に優奈に乗り換え、ティーンコートで美月に告訴されて有罪となった。
サバイバルキャンプでは、阿久津が仕掛けた地下牢への落とし穴にかかり亜矢子のいる地下牢に落ちた際、亜矢子との会話で正光への不満を語るが、亜矢子には自身の立場を「土屋君よりあなたの方がたちが悪いと思う」と言われたうえで正光と自身の違いを指摘され、「卑怯者」と言われたことで葛藤する。敗者復活戦では蓮に暴行を加える2軍男子生徒を敢えて挑発し、結果的に自身も暴行を受けるが、サバイバルキャンプ後に書いた10年後の自分への手紙に卑怯者としての自分自身と決別する決意を記した。サバイバルキャンプ以降は正光と距離を置き、阿久津が仕掛けた告発によって亜矢子が疑われた際にも正光の味方には付かなかった。しかし、お互いの蟠りを解消した卒業後は、軽自動車を使って正光、蓮と共に亜矢子とのドライブに出かけている。
東蓮（あずま れん）〈17〉
演 - 高杉真宙
正光の取り巻きの1人。スクールカーストの順位は4位。
ティーンコートでは理の弁護人を受け持った。サバイバルキャンプの敗者復活戦で二軍男子をこき使い暴力を振るった結果、それに怒った2軍男子から暴行を受ける。その後は正光への反逆を起こし、一旦は距離を置くが、阿久津による告発で亜矢子に疑いを持ったことから正光の味方に戻った。しかし、川浜市のクラス制度廃止への反対を表明してクラスメイトたちと共に職員室を占拠した際、正光と共にクラスメイトに謝罪して和解する。2軍から反撃された際恐怖で命乞いをする等、正光と同じく臆病な一面も併せ持つが、正光が阿久津に殺されかけた際には正光を助けるため阿久津に立ち向かった。

##### 2軍
権力を持っている生徒には決して逆らえない立ち位置。1軍のいじめ行為で同級生が苦しんでいても手を差し伸べることはせず、周りの空気に同調し流されていく。空気を読みさえして、1軍に逆らわなければ普通の高校生活は送れる。
阿久津涼（あくつ りょう）〈17〉
演 - 山﨑賢人（中学生時代：亜蓮）
出席番号1番。スクールカーストの順位は15位。
無口でよく頬杖をついている。休み時間は他の生徒と関わることもなく、携帯ゲームで遊んでいたり、首にかけているヘッドフォンで音楽を聴いている。ゆえにクラスの一匹狼で目立たない存在。得意な科目は数学で、クラスの中でトップ。
表向きは2軍だが、実は学校裏サイトを運営しスクールカーストの順位を決めている影の支配者で、スクールカーストをクラス内の生徒同士で顕著化させる目的だった。
中学時代は極めて気弱な性格で、スクールカーストの支配で先輩やクラスメイトからいじめを受けていたが、2歳年上の姉（演：黒崎レイナ）の助太刀により助けられた。しかし、この一件で姉が3軍へと下落し、同時にいじめの対象となり飛び降り自殺を図り死亡した。その後、姉を自殺に追いこんだスクールカーストの崩壊を目指し、クラスで問題が起こるたびに様々な裏工作を行い、時には当事者の人生に関わるレベルまで問題を悪化させる行為を繰り返している。
ティーンコートでは、小泉に頼まれ書記を担当。理の美月への暴力による裁判の投票時に書記が投票する前に開票された結果、有罪と無罪が同数となる。自身の投票次第で判決が決まる状況の中、一軍男子たちから無罪に入れるよう言われていたが、有罪に票を入れた。その裏では教室内を盗撮しており、裁判の様子をインターネット上に投稿した。
クラスキャンプではキャンプのマニュアルをすり替え サバイバルキャンプに替えた張本人であり地下牢の上に落とし穴を作ったり、敗者復活戦で生き残っていた生徒で唯一、亜矢子と正光のどちら側にもつかず、小泉らの部屋の扉を封鎖し閉じこめたりと裏工作をした。
サバイバルキャンプ後、スクールカーストを崩壊させるべく、クラス内で起こった様々な事件を裏で仕掛けていたのは自分だと亜矢子だけに告白した。しかし、クニキダ魔女裁判で調子に乗りすぎた正光に怒りをあらわにし、一連の事件は亜矢子ではなく自分がやったことをクラスメイトに告白した後、正光をナイフで切りつけるが正光を庇った亜矢子を刺してしまい、警察に補導されて川浜少年院に入院。卒業式前に出院し、3年A組の生徒たちが卒業式に亜矢子を呼び戻そうとしていることを知り、亜矢子と親しくなった島の女子高生からのネットの書き込みから亜矢子の居場所を探し出し、卒業式に連れ出した。出席日数が足りず卒業式当日には卒業できなかったが、春休みに補習を受けた後に亜矢子と卒業した。
結城麻衣（ゆうき まい）〈17〉
演 - 藤原令子
衛藤とは親友で、スクールカーストの順位は11位。
仕切りたがり屋でプライドが高く、2軍、3軍の中ではリーダー的な存在だが、1軍には口答えできないでいる。梨花子が国木田祭のクラスリーダーを降りた後、クラスリーダーに立候補し、お化け屋敷の代わりに合唱を提案。しかし、クラスがまとまらない上にピアノの伴奏もうまくいかず、クラスメイトの提案に対しても怒鳴りながら反論したことなどが積み重なり、練習が滞ってしまう。練習に参加する人数も徐々に少なくなり、自分自身でもクラスをまとめることが出来ないことを自覚していたため、亜矢子に羽鳥に戻ってくるよう説得して欲しいと頼む。美月が3軍に落とされた際には、恨みを晴らすかのように美月を2軍の友人と一緒に虐げた。
衛藤瞳（えとう ひとみ）〈17〉
演 - 森川葵
結城とは親友で、スクールカーストの順位は12位。
梨花子が文化祭のお化け屋敷でのクラスメイトの配役をメモしていた紙には「よく気がつき、周囲への気遣いをするタイプ」と書かれている。女子駅伝部の部員だが、マネージャーのような仕事を務めることが多い。怪我で欠場した萌の代わりに、全国大会出場をかけた予選に出場するが、途中で脱水症状を引き起こしてリタイアしてしまう。そのせいで大学のスポーツ推薦をとれなくなった美月から暴力を受け、倒れてきたロッカーの下敷きになった。駅伝部を守るため、萌と共に美月が起こした暴力行為を隠蔽する。騒動後は、再び駅伝部に復帰して活動を続けている。
ある日、ストーカー（演：坂本真）に付きまとわれ、小泉に相談しようとしたが断られ、怒りも重なり阿久津が自身の下駄箱に入れたカードの指示に従い、小泉を辞職へ追い込んだ。しかし、事件後は小泉の辞職を撤回するよう奮闘した。
佐藤凛（さとう りん）〈18〉
演 - 今井聖弓
結城と衛藤の友人。スクールカーストの順位は16位。
上田ももこ（うえだ ももこ）〈17〉
演 - 大西春菜
結城と衛藤の友人。スクールカーストの順位は13位。
橘さゆり（たちばな さゆり）〈17〉
演 - 山地まり
結城と衛藤の友人。スクールカーストの順位は9位。
清水裕太（しみず ゆうた）〈17〉
演 - 佐藤匠
スクールカーストの順位は17位。
松本勇次（まつもと ゆうじ）〈17〉
演 - 中山龍也
スクールカーストの順位は8位。
村田剛毅（むらた ごうき）〈17〉
演 - 堀越光貴
スクールカーストの順位は14位。
篠原陽介（しのはら ようすけ）〈17〉
演 - 三原大樹
スクールカーストの順位は10位。
上記4名は日頃から正光たちに脅されており、ティーンコートで理に一票を入れるよう強制されていた。サバイバルキャンプの敗者復活戦では、正光に脅され正光側のサポートにつくが蓮に暴言や暴力を受けたことで堪忍袋の緒が切れ、清水を発端として日頃の鬱憤を晴らすように蓮と理に暴行を加えた。

##### 3軍
1軍や2軍の生徒に話しかけることすら許されず、いじめの対象になってもおかしくない、クラスからは孤立した存在。里奈、愛、大竹、三枝は第3話放送終了の段階では三軍だったが、後に2軍に移動。
長谷川里奈（はせがわ りな）〈17〉
演 - 広瀬アリス
スクールカーストの順位は24位。
愛とは同じ中学校の出身。運動神経は良くない。
父と母の家庭での不和の始まりは全て自分の高校受験失敗によるものだと思い込み、心のバランスを保つためにリストカットに走る。学校生活に馴染めず、昼食は1人でトイレに籠って弁当を食べていたが、自身が秘密にしていたことを亜矢子が口に出して言ったためにクラス中に知れ渡り、一時期は不登校に陥る。それがきっかけとなっていじめの対象にされ、里奈自身が必ず籠るトイレに阿久津が貼り付けた中傷の張り紙を見て深く傷つき追い詰められるが、亜矢子と和解して家庭の問題が解決した後は学校に通えるまでに気持ちが安定し、亜矢子の最初の友人となる。
クラスで亜矢子を「馬場ちゃん」と呼んだ最初の人物であり、亜矢子からは「キャラ変わりすぎ」と言われている。前述の通り愛と同じ中学校であったこともあり、当時派手な格好をしていた愛と美月たちのグループとの関係を、亜矢子と調査をした。
山下愛（やました あい）〈17〉
演 - 水野絵梨奈
スクールカーストの順位は23位。
里奈とは同じ中学校の出身。里奈によると、中学時代は地味な格好をしていた。
高校入学時に派手な自分へと変わるために美月たちのグループに入るが、同じ1軍ではあったものの彼女たちからは使い走りにされ、飲食代を支払わされるなどのいじめを受けていた。クラスのグループ内では楽しくなくても無理矢理に笑顔を作らないといけない立場にあり、場の空気を読んで本当の気持ちを隠し、ピエロのように間抜けた明るいキャラクターを演じていた。また、家庭内では父親である雄二による暴力や自分の考えを抑圧的に否定される苦痛を与えられており、亜矢子の設置した目安箱に匿名で「たすけて」と書いた紙を入れる。紙を入れた主を探していた亜矢子の問いかけに「（美月たちに）いじめられているのではなく、いじられてあげている」と話し自身が紙を入れたことを否定したが、後に阿久津に後ろから押されたことによる階段の転落事故や万引き事件を通じて自身の本心を吐露し、派手な格好と無理に明るく振る舞うことを止め、美月たちのグループからも離れて亜矢子の2人目の友人となる。
三枝と大竹とは1年生時から同じクラスで、彼らの隠れファンでもある。三枝らが対立した時は亜矢子に彼らの関係を修復するよう頼んだ。
大竹亮太（おおたけ りょうた）〈17〉
演 - 上遠野太洸
スクールカーストの順位は26位。
三枝とは親友で、三枝とのギターデュオである「17 Bros（セブンティーン ブロス）」を組み、ストリートで活動をしている。
ある日、三枝からモデルを目指すからデュオを解散しようと言われ、その翌日にそのことがクラス中に知れ渡ったことがきっかけで1軍の男子たちに命令される形で三枝をいじめる。しかし、場の空気も読まずに勝手に度を越したやり方で三枝をいじめたのが原因でかえって1軍に目を付けられてしまい、今度は自分が彼らのいじめの対象になる。その後、亜矢子の計らいでお互いの本当の気持ちを確認し合い、三枝と和解。事件以降は三枝との音楽活動を再開させ、亜矢子と友人関係を築く。
三枝鉄平（さえぐさ てっぺい）〈17〉
演 - 西井幸人
スクールカーストの順位は25位。大竹とは親友で、同じくミュージシャン志望でもあり、「17 Bros」としてストリートで活動をしている。
ある日、突然音楽活動を辞めてモデルを目指し始める。そのことをきっかけに大竹と不仲になり、1軍男子の主導するいじめの対象になる。しかし、モデルを始めるというのは全くの嘘で、「ギターが下手な自分が抜けた方が大竹にとってもいいだろう」と考え、解散を決めた。和解後は再び大竹と音楽活動をしており、クラス内の空気やスクールカーストにも動じないようになり、亜矢子と友人関係を築く。
入学当初は日本史が苦手であったが、1年生時の教科担当だった猿渡の指導により克服しており、恩師として慕っている。猿渡が自殺未遂を起こした際は亜矢子と共に彼を助けるべく奮闘した。
松下唯（まつした ゆい）〈17〉
演 - 矢部衣純
スクールカーストの順位は19位。圭子とは仲良しで、クラスの席も隣である。常にぬいぐるみを手に持つ。
ほとんど喋らない程大人しい性格。
平川圭子（ひらかわ けいこ）〈17〉
演 - 藤白すみれ
スクールカーストの順位は18位。唯とは仲良しで、クラスの席も隣である。
パソコンが得意で職員室を乗っ取った際に柏木と共にパソコンを使って協力した。
大倉仁（おおくら ひとし）〈17〉
演 - 椎葉友哉
スクールカーストの順位は21位。
放送委員を務めており、それを理に買われ職員室を乗っ取る際に放送を流すのを協力した。
神保てつや（じんぼ てつや）〈17〉
演 - 道順与郎
スクールカーストの順位は20位。
3年A組生徒がクラス制度の廃止に反対し、職員室を乗っ取った際に教師たちを職員室からつまみ出す役割を果たした。
柏木進一（かしわぎ しんいち）〈18〉
演 - 中嶋和也
スクールカーストの順位は22位。パソコンの天才。
上記3名は同じ趣味で繋がっている、いわゆるオタク友達。正光たちには「DKO（デブ・キモ・オタの略）」と呼称される。

#### 座席表
話数により多少の違いがある。第3話以降は山下と清水の位置が入れ替わっている。
|        |      | 教壇 |        |      |
| 阿久津 | 松下 | 平川 | 柏木   | 大倉 |
| 上田   | 清水 | 馬場 | 長谷川 | 神保 |
| 橘     | 三枝 | 結城 | 衛藤   | 村田 |
| 山下   | 大竹 | 篠原 | 東     | 佐藤 |
| 国分   | 羽鳥 | 松本 | 湯川   | 土屋 |
| 工藤   | 泉   |      |        |      |

### 教育委員会
阿佐田 幸信（あさだ ゆきのぶ）〈65〉
演 - 渡哲也
川浜市教育委員会教育長。元教師であり、亜矢子の高校生の時の担任で、彼女の恩師とも言える人物。亜矢子が高校に再び通えるよう取り計らった張本人。無能な校長の首を次々に飛ばすことから、教師たちからは「カイザー」と呼ばれ恐れられている。野田も阿佐田には頭が上がらない。

### ゲスト
複数話登場の場合は括弧内に表記

#### 第1話
長谷川由美子（はせがわ ゆみこ）
演 - 山下容莉枝
長谷川敦（はせがわ あつし）
演 - 山崎一
上記2名は里奈の両親で、夫婦で小料理屋を営んでいる。夫婦の離婚問題が生じ、それにより里奈がリストカットに走ったことも知っていたが、それを自分たちに対する当てつけとして受け止め、離婚すれば解決できると考えていた。しかし、里奈がリストカットしようとしたことと本心を告白したことでお互いの誤解が解けた。

#### 第2話
山下雄二（やました ゆうじ）
演 - 宇梶剛士
愛の父親。山下個別塾を経営している。事あるごとに愛に（怪我をしているにもかかわらず）暴力を振るったり、威圧的に怒鳴りつけたりしており、亜矢子に自身が愛へのいじめを行っていることを告発された。その後は娘に謝罪したことを愛が語っている。
音無（おとなし）
演 - おかやまはじめ（第4・8・最終話）
川浜北警察署生活安全課の警察官。

#### 第5話
ケンジ
演 - 金児憲史
金銭目的で梨花子に声をかけたホスト。ボス（演：奥田達士）の指示で利用価値がなくなった梨花子に薬物入りの注射をし、意識が喪失したところで暴行を加えようとしていた。助けに来た小泉を返り討ちにして暴行を加えるが、駆け付けた亜矢子により全員撃退された。

#### 第6話
国分志津絵（こくぶ しづえ）
演 - 真行寺君枝
萌の母親。市議会議員。萌に対し過保護に扱い、勉強などが疎かになると考え駅伝部を続けることを快く思っていなかった。

#### 第8話
ストーカー
演 - 坂本真
衛藤のストーカー。衛藤を誘拐し漁港に監禁する。実はネットで見知らぬ人物に指示され付き纏っていた。

#### 第10話
馬場依子（ばば よりこ）
演 - 手塚理美（最終話）（特別出演）
亜矢子の母親。亜矢子から友達がいじめに遭っていることを聞き、「友達を守ってやらないでどうする」とアドバイスしたが、結果的に亜矢子がいじめの標的となり、自身の働いていたスーパーで万引きを強要されたことが原因で解雇される。不登校から引きこもりとなってしまった亜矢子と長い間、会話がなくなっていた。「私の前から消えて」と暴言をぶつけられたことや心労も重なって、亜矢子が阿佐田に退学届を提出した日に学校の屋上から飛び降り、自殺を図る。その後、一命を取り留めるも、頭を強く打ったせいで記憶喪失に陥ってしまい、入院中、自分の娘だと分からなくなっていたが亜矢子の理想の高校生活をノートに綴っていた。
2012年11月14日死去。

#### 最終話
刑事
演 - 飯田基祐
生徒達が立てこもった際、学校の通報により駆けつける。

## スタッフ
- 脚本 - 山浦雅大（第10話→脚本協力）、高橋悠也
- 音楽 - 横山克
- 主題歌 - EXILE「Flower Song」（rhythm zone）[25]
- ナレーション - 小山力也[26]
- 演出 - 佐久間紀佳、南雲聖一、西野真貴
- 演出補 - 西岡健太郎、北川瞳、海上綾、松田健斗
- サウンドデザイン - 石井和之
- 音楽協力 - 松根文
- 音響効果 - 佐藤秀国、神取涼子
- タイトルバック - 熊本直樹
- VFX - 木村康次郎、島崎象、荻野隆行
- 美術 - 高野雅裕、柳谷雅美
- 特殊メイク - 梅沢壮一
- アクションコーディネート - 佐々木修平、田中里佳
- ギター&ボーカル指導 - 安島正樹
- 合唱指導 - 草野めぐみ
- ピアノ指導 - 金子泉
- 駅伝指導 - 山田速香
- 医療監修 - 堀エリカ
- 法律監修 - アトム法律事務所
- 企画協力 - 古賀誠一
- 統括 - 神蔵克
- チーフプロデューサー - 大平太
- プロデューサー - 池田健司、秋元孝之、高明希
- アシスタントプロデューサー - 鈴木香織、大護彰子、松本明子、伊藤茜
- 制作協力 - オフィスクレッシェンド
- 製作著作 - 日本テレビ

## ロケ地
川浜市立国木田高等学校のロケは埼玉県立三郷工業技術高等学校で行われ、主に外観や生徒昇降口などが撮影されている。この他、茨城県行方市の統廃合された中学校の旧校舎も撮影に使用され、最終話では同市のマスコットキャラクター・なめりーミコットが本編に出演した。また、教室内の大部分の撮影はスタジオセットを中心としている。

## 放送日程
| 話数                                                           | 放送日  | サブタイトル | 中心人物            | ストーリーテーマ                | 脚本     | 演出       | 視聴率 |
| -------------------------------------------------------------- | ------- | --- | ------------------- | ------------------------------- | -------- | ---------- | ------ |
| 第1話                                                          | 4月13日 | ベンジョメシ? トイレで食べて美味しいの? | 長谷川              | 便所飯 リストカット 家族問題    | 山浦雅大 | 佐久間紀佳 | 14.7%  |
| 第2話                                                          | 4月20日 | イジメ? いじられ? ピエロの流す涙の訳 | 山下                | いじめ 虐待                     | 山浦雅大 | 佐久間紀佳 | 12.9%  |
| 第3話                                                          | 4月27日 | いじめって楽しい? スクールカーストが引き裂く友情の行方 | 三枝 大竹           | スクールカースト 親友           | 高橋悠也 | 佐久間紀佳 | 15.1%  |
| 第4話                                                          | 5月04日 | 教師イジメの犯人は誰? 涙の記者会見 | 猿渡                | 教師いじめ 冤罪                 | 高橋悠也 | 南雲聖一   | 14.7%  |
| 第5話                                                          | 5月11日 | いじめっ子の闇…同級生キャバ嬢対決!! | 羽鳥 結城           | 文化祭 キャバ嬢                 | 山浦雅大 | 南雲聖一   | 12.9%  |
| 第6話                                                          | 5月18日 | 部活内で暴力!? 嘘が嘘を呼ぶ悲劇の連鎖 | 工藤 国分 衛藤 北島 | 部活動 体罰問題                 | 高橋悠也 | 佐久間紀佳 | 12.1%  |
| 第7話                                                          | 5月25日 | 盗撮犯とオバサンの過去を学級裁判で暴け!! | 工藤 泉             | ティーンコート 絆               | 山浦雅大 | 西野真貴   | 11.3%  |
| 第8話                                                          | 6月01日 | 生徒との禁断の恋!? 教師をダマす悪魔の罠!! | 小泉 衛藤           | 学校裏サイト 教師と生徒の恋愛   | 高橋悠也 | 南雲聖一   | 12.7%  |
| 第9話                                                          | 6月08日 | 遂に最終章!! オバサン涙…サバイバル修学旅行 | 湯川                | サバイバルキャンプ 10年後の自分 | 山浦雅大 | 佐久間紀佳 | 9.9%   |
| 第10話                                                         | 6月15日 | 魔女裁判…彼女が高校生になった目的を糾弾 | 土屋                | 魔女裁判 馬場亜矢子の過去       | 高橋悠也 | 南雲聖一   | 13.1%  |
| 最終話                                                         | 6月22日 | 衝撃の2時間SP!! 今夜すべての謎が明かされる! ノートの真実と亜矢子の失踪… 卒業目前で生徒たちが職員室に立てこもり!? 彼らはスクールカーストを乗り越えられるのか? | 土屋 阿久津         | クラス制度廃止問題 卒業式       | 山浦雅大 | 南雲聖一   | 14.7%  |
| 平均視聴率 13.3%（視聴率はビデオリサーチ調べ、関東地区・世帯） |         | |                     |                                 |          |            |        |

## 作品の評価
小説家の柚木麻子は『週刊朝日』の2013年5月3日・10日号（2週目放送後の発売号）で、スクールカーストなどを描いて目の付けどころは悪くないものの、その解決法は『GTO』から何ら変わっていないのが残念と述べ、第1回の内容について、「便所飯」をする生徒に「てっきり大人の視点から『社会に出たら一人でランチをとることはざらにある。恥ずかしいことでもなんでもない』と教えてくれるのかと思いきや、いじめられっ子と一緒になってトイレで食事をするヒロインに首を傾（かし）げたくなります」、「一話完結の形で『いじめ』を描くのであれば、ドラマを見たいじめられっ子が翌日使えるサバイバルテクを、最低一つ提示」すべきという指摘をしている。

## 関連商品
- 35歳の高校生 DVD-BOX JAN 4988021109444 / Blu-ray BOX JAN 4988021719919、2013年9月25日発売、バップ
- 35歳の高校生 オリジナル・サウンドトラック 横山克 JAN 4988021817677、2013年5月29日発売、バップ